# Michel Lis
Pour les articles homonymes, voir Lis.
Michel Lis, né le 1er février 1937 à Pamproux (Deux-Sèvres) et mort le 9 juin 2015 à Paris, surnommé « Michel le jardinier » ou encore « moustaches vertes », est un journaliste et animateur de radio et de télévision français, connu pour avoir animé entre 1972 et 2005 la chronique Michel le jardinier sur France Inter. On le voit en 1998 dans l’épisode L'automne de l'émission C'est pas sorcier.

## Biographie
Fils de Pierre Lis, qui fut maire de Royan de 1979 à 1983, Michel Lis a d'abord été journaliste de presse écrite, au Monde graphique, au Parisien libéré ou à l'Équipe ; dans les années 1970, il fut chef des informations, rédacteur en chef adjoint à Télé 7 jours. Il commence sa carrière radiophonique en 1973 sur France Inter, station où il a tenu ses « chroniques jardinières » jusqu'au 24 juillet 2004. Fin août de la même année, il cesse sa collaboration avec France Info. Déjà en 1998, il avait mis fin à son engagement à la télévision près de William Leymergie dans l'émission Télématin qu'il avait rejointe en 1985. En 2004, retiré à Saintes, il reprend du service sur les ondes locales de France Bleu La Rochelle, pour l'émission quotidienne Jardins de chez nous.
Il a également travaillé pour l'hebdomadaire Rustica (sous la direction de Nicolas le Jardinier) de 1994 à 2004. Le 29 août 2010, pour la fête de la mojhette, il a été intronisé dans la Confrérie de la mojhette de même que Dominique Bussereau.
Il meurt à l'hôpital de la Salpêtrière, à Paris, le 9 juin 2015 à l'âge de 78 ans.

## Créations horticoles « Michel Lis »
Michel Lis, reconnu par ses pairs, a donné son nom à trois obtentions horticoles :
- Helleborus orientalis ‘Michel Lis’ créé en 2003 par Martine Lemonnier (Jardins de Bellevue), « une variété à fleur simple blanche, délicatement veinée et ourlée de mauve. La fleur aux organes verts bien présents, se penche dans une gracieuse révérence[7].
- Phalaenopsis ‘Michel Lis’ créé en 1994 par Philippe Lecoufle (Ets. Vacherot et Lecoufle), « porte aussi le nom du peintre jardinier ‘Gustave Caillebotte’. Les fleurs très régulièrement dessinées, et fortement striées de rose soutenu, présentent un labelle rouge plutôt inhabituel[7].
- Rosier ‘Michel Lis’ (meifersi) créé par Meilland en 1987, « un rosier hybride de thé forme un buisson au port évasé, mais assez peu fourni. Il développe des tiges dressées garnies d’un feuillage vert sombre aux reflets lustrés. Pour la plupart solitaires, les fleurs forment une coupe de 10 à 14 cm de diamètre, très ample, avec les pétales disposés en rosette. D’un rouge soutenu velouté, elles ne sont malheureusement pas parfumées. La plante qui mesure de 90 cm à 1,10 m de haut, faut preuve d’une très bonne résistance aux maladies[7].

## Distinctions
- Officier du Mérite Agricole[9].